# Xã Sauk Centre, Quận Stearns, Minnesota
Xã Sauk Centre (tiếng Anh: Sauk Centre Township) là một xã thuộc quận Stearns, tiểu bang Minnesota, Hoa Kỳ. Năm 2010, dân số của xã này là 1.088 người.